# Giovanni Messe
Giovanni Messe (ur. 10 grudnia 1883 w Mesagne, zm. 18 grudnia 1968 w Rzymie) – włoski marszałek polny. Przez wielu historyków uważany za najwybitniejszego włoskiego dowódcę okresu II wojny światowej.

## Kariera wojskowa
Wstąpił do szkoły oficerskiej w Modenie, którą zakończył z pozytywnymi wynikami. W 1911 roku jako podporucznik został wysłany do Libii. W czasie pierwszej wojny światowej uzyskał stopień komendanta, zaś już u jej końca podpułkownika. Do Włoch wkroczył jako weteran i bohater armii alianckiej. Przez 4 lata pełnił on służbę jako adiutant na dworze włoskiego króla Wiktora Emanuela III. W 1927 roku opuścił Kwirynał i został dowódcą regimentu Bersaglierów. Do 1935 roku dosłużył się stanowiska generała brygady.

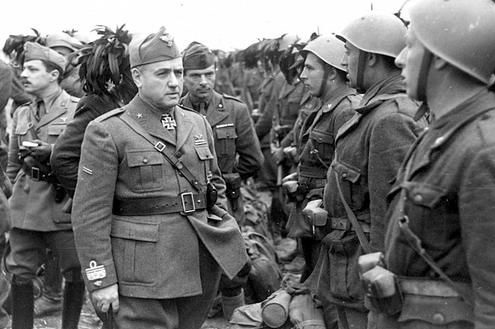
Giovanni Messe wizytuje włoskie oddziały na froncie wschodnim

W trakcie wojny w Abisynii dowodził II Korpusem. W 1939 roku otrzymał awans na generała porucznika. W kwietniu tego roku w trakcie inwazji na Albanię dowodził jednostkami włoskimi mającymi zdobyć Tiranę. Po zajęciu Albanii został mianowany głównodowodzącym wojsk okupacyjnych. W 1941 roku jako dowódca Korpusu Specjalnego wziął udział w ataku na Grecję (wojna grecko-włoska). Następnie został mianowany dowódcą Włoskiego Korpusu Ekspedycyjnego w Rosji (CSIR), a po przekształceniu objął dowództwo włoskiej 8 Armii. Na froncie wschodnim przebywał do 1943 roku. W marcu został wyznaczony na następcę Erwina Rommla jako dowódca Armii Pancernej Afryka.           
W marcu objął dowództwo nowo utworzonej włoskiej 1 Armii. W ostatniej fazie wojny odniósł kilka zwycięstw nad brytyjską 8 Armią. 12 maja 1943 roku został mianowany marszałkiem polnym. 13 maja wraz z 1 Armią trafił do niewoli brytyjskiej. W lipcu 1943 roku po przystąpieniu Włoch do wojny po stronie aliantów został szefem sztabu generalnego. Funkcję tę pełnił do 1955 roku.

## Życie po wojnie
Po zakończeniu wojny napisał książkę o swoich doświadczeniach zatytułowaną Come finì la guerra in Africa. La "Prima Armata" italiana in Tunisia (Jak zakończyła się wojna w Afryce. Pierwsza armia włoska w Tunezji). Został deputowanym do włoskiego Senatu. Jego życiorys opisano w książce Luigiego Argentieriego pod tytułem Messe – soggetto di un'altra stori.
Zmarł 18 grudnia 1968 roku w wieku 85 lat.